# Onychomys arenicola
El ratón chapulinero del Sur (Onychomys arenicola) es una especie de roedor de la familia Cricetidae. Como el resto de especies del género Onychomys, destaca por ser un roedor depredador.

## Distribución geográfica
Se encuentra en Norteamérica: México y en el sur de los Estados Unidos.